# Towangsan
Towangsan is een bestuurslaag in het regentschap Klaten van de provincie Midden-Java, Indonesië. Towangsan telt 2037 inwoners (volkstelling 2010).